# Åseral

Vest-Agder megye elhelyezkedése Norvégiában.

Åseral község elhelyezkedése Vest-Agder megyében.

Åseral község címere.

Åseral község Norvégia déli Sørlandet földrajzi régiójában, Vest-Agder megyében.
Közigazgatási központja Kyrkjebygda falu.
A község területe 887 km², népessége mindössze 905 (2008. január 1-jén).
A község 1838-ban jött létre, amikor felállították a formannskapsdistrikteket, és Bjelland egyházközséget rendhagyó módon kétfelé kellett bontaniuk, mivel jórésze Vest-Agderben feküdt, Åseral viszont a szomszédos Aust Agder megyében. 1880-ban aztán Åseralt átcsatolták Vest-Agderhez.
A községnek nincs tengerpartja. Déli szomszédja Audnedal község, délkeleten Hægebostad, nyugaton Kvinesdal, keletről és északról pedig Aust-Agder megye területei határolják.
A név óészaki alakja Ásaráll. A szó előtagja valószínűleg a „meredély” jelentésű áss genitivus alakja, utótagja a „hosszú csík” jelentésű áll szó, amely valószínűleg a hosszú, keskeny Øre tóra utal.

## Címere
A község címere 1989-es eredetű, a község mezőgazdaságára és a jószerencsére utaló lópatkót ábrázol.

## Érdekes helyei
Åseral turistacélpont három síközponttal. Ezek: Bortelid, Ljosland és Eikerapen. Eikaperenben tartják az évente több ezer embert vonzó nemzetközi Eikapereni Népzenei Fesztivált.